# Monte Canlaón
El Canlaón (hiligueino y cebuano: Kanlaon) es un volcán activo en Filipinas. Es un estratovolcán localizado en las provincias de Negros Occidental y Negros Oriental.

## Características físicas
El Canlaón es la cima más alta de la gran isla de Negros en las Bisayas. Tiene una altitud de 2,435 metros y un diámetro de 30 km de la base y se salpica por conos piroclásticos y cráteres. Su cima contiene una caldera septentrional ancha y extendida con un lago. Un cráter más pequeño pero más activo se localiza en el sur.
El volcán tiene tres aguas termales en sus faldas: Mambucal, Bucalan y Bungol. Sus edificios volcánicos adyacentes son el monte Silay y el monte Mandalagan, al norte del Canlaón. La ciudad de Canlaón se sitúa al lado del volcán.
Entró en erupción el 9 de diciembre de 2024y el 8 de abril de 2025.

## [4]Referencias
1. ↑  (en inglés) Global Volcanism Program — Department of Mineral Sciences — National Museum of Natural History — Smithsonian Institution Archivado el 9 de marzo de 2007 en Wayback Machine. Consultado el 13 de junio de 2011
2. ↑  https://web.archive.org/web/20120218200540/http://volcano.phivolcs.dost.gov.ph/update_VMEPD/Volcano/VolcanoList/kanlaon.htm
3. ↑  DW,Filipinas inicia evacuación por erupción de volcán Kanlaon
4. 1 2  «El volcán Kanlaon entra en erupción y fuerza cierres en Filipinas». Eltiempo.es. 8 de abril de 2025. Consultado el 9 de abril de 2025.

- Datos: Q1723814
- Multimedia: Kanlaon / Q1723814